# 周舜卿
周舜卿（1852年—1923年8月31日），名廷弼，字舜卿，男，江苏无锡人，中国企业家。

## 生平
清咸丰二年五月十日（1852年），周舜卿生于江苏省常州府无锡县南乡东鿍农家。1868年前往上海，在同乡丁明奎开设的利昌煤铁行当学徒，并入夜校补习英语。后得英商帅初赏识，任职于大明洋行。1878年任四川路桥北昇昌五金煤铁号经理。不久帅初在英国病故，遗嘱中将大部分财产赠给周舜卿。周为英商怡和洋行代销钢铁器材，迅速成为上海“煤铁大王”，并在汉口、营口、镇江、常州、无锡、苏州，及日本长崎开设7家分号。又在在家乡开办裕昌祥茧行，代怡和洋行收购蚕茧。
1900年，周舜卿在家乡东绛购地数百亩，沿河开辟300米长的街道，兴建桥梁、市房，到1902年建成新兴的市镇，命名“周新镇”。1904年，周舜卿在周新镇西创办裕昌丝厂，产品出口法国。1905年在周新镇西创办廷弼学堂，1922年建成整齐的新校舍。
1906年，周舜卿在上海大东门万聚码头开办信成银行，并在无锡北塘等地均设有分行。辛亥革命时期因政权更迭而宣告破产。
1903年，周舜卿捐得候补道官衔，1905年随商部尚书载振赴日本考察宪政。回国后，发起筹组上海商学会，又在家乡无锡成立锡金商会和锡金农会。1909年被指派为资政院议员。
1921年周舜卿因捐巨款赈灾获北洋政府颁发的嘉禾奖章。
1923年8月31日在家乡周新镇廷弼中学去世，年71岁。

## 家庭
父周道然。